# Massimo De Francovich
Pour les articles homonymes, voir Francovich.
Massimo De Francovich, né le 8 janvier 1936 à Rome (royaume d'Italie), est un acteur italien.

## Biographie
Il suit une formation à l'Académie nationale d'art dramatique de Rome, dont il sort diplômé en 1957 : ses débuts sur scène ont lieu la même année avec Vittorio Gassman avec qui il monte la pièce Ornifle de Jean Anouilh.
Par la suite, il collabore avec la Compagnia dei Giovani dans des spectacles tels que Six Personnages en quête d'auteur de Pirandello, Le Journal d'Anne Frank de Goodrich, Les Trois Sœurs de Tchekhov, La fiaccola sotto il moggio (it) de d'Annunzio, Les Deux Gentilshommes de Vérone de Shakespeare.
En 1964, il interprète Horace dans Hamlet de Shakespeare, mis en scène par Franco Zeffirelli et en 1967 Biff dans Mort d'un commis voyageur de Miller mis en scène par Edmo Fenoglio, avec Evi Maltagliati et Tino Buazzelli, acteur avec qui il partagera la scène pendant encore six ans, jouant de nombreux spectacles dont La rigenerazione d'Italo Svevo. En 1975, il fonde une coopérative théâtrale avec Mila Vannucci, Lucia Catullo, Vittorio Sanipoli, Maria Fabbri et Carlo Bagno dans laquelle il récite et met en scène des textes de Svevo, Pirandello et Joyce. Il  travaille ensuite avec Giancarlo Sepe dans Come le foglie (it) de Giacosa et avec Giuseppe Patroni Griffi dans Six Personnages en quête d'auteur de Pirandello et Oncle Vania de Tchekhov. Massimo De Francovich joue aux côtés de Valeria Moriconi dans Filumena Marturano de De Filippo, mis en scène par Egisto Marcucci, et Antoine et Cléopâtre de Shakespeare, mis en scène par Giancarlo Cobelli. En 1990, il entame sa longue relation artistique avec Luca Ronconi, d'abord au Teatro Stabile de Turin, puis au Teatro di Roma et enfin au Piccolo Teatro de Milan : il participe à plusieurs de ses spectacles, dont Strano interludio de O'Neill, Gli ultimi giorni dell'umanità de Kraus, L'uomo difficile (it) de von Hofmannsthal, Le Roi Lear de Shakespeare, Peer Gynt d'Ibsen, Les Frères Karamazov de Dostoïevski, Candelaio de Giordano Bruno, Phénix de Marina Tsvetaïeva, Les Bacchantes d'Euripide, Mémorial de Thucydide, Périclès et La Peste d'Enzo Siciliano, Professeur Bernhardi de Schnitzler, L'Éventail de Goldoni, Inventato di sana pianta de Broch, La trilogie Lehman de Massini. En 1992, il joue dans No Man's Land de Pinter, mis en scène par Guido De Monticelli, et, en 1999, dans L'invenzione dell'amore (it) de Stoppard, dans une mise en scène de Piero Maccarinelli. Dirigé par Maccarinelli lui-même, il interprète, en 2003, Gin game de Coburn, avec Valeria Moriconi et Fragments d'un discours amoureux Fragments d'un discours amoureux de Barthes. En septembre 2004, il joue dans Paolo Borsellino essendo Stato écrit et mis en scène par Ruggero Cappuccio.
Carmelo Rifici l'a dirigé dans I pretendenti de Jean-Luc Lagarce, Il gatto con gli stivali - Una recita continuamente interrotta de Tieck / Tessitore, Nathan le Sage de Lessing, Jules César de Shakespeare. Serena Senigaglia l'a dirigé dans La Punaise de Maïakovski et dans Prospettive sulla guerra civile de H.M. Enzensberger. En 2010, il a été le protagoniste du Teatro Stabile di Trieste dans La notte dell'angelo texte et mise en scène de Furio Bordon. En 2011, il est le protagoniste de Sarabanda d'Ingmar Bergman aux côtés de Giuliana Lojodice pour le Teatro Stabile della Toscana sous la direction de Massimo Luconi. En 2013 et 2014, il partage la vedette aux côtés de Luca Zingaretti (également réalisateur) dans Torre d'avorio de Ronald Harwood.
Au cours des saisons 2015 et 2016, il est Henry Lehman dans la Trilogie Lehman de Stefano Massini, mise en scène pour la dernière fois par Luca Ronconi, pour le Piccolo Teatro de Milan. De 2015 à 2019, il joue le rôle de Mr. Green dans Visiting Mr. Green de Jeff Baron aux côtés de Maximilian Nisi et mis en scène par Piergiorgio Piccoli. En 2018, il est Œdipe dans Œdipe à Colone de Sophocle, mis en scène par Yánnis Kókkos au Théâtre grec de Syracuse et ' Théâtre grec d'Épidaure. En 2019 et 2020, il était le protagoniste aux côtés de Franco Branciaroli dans Falstaff e il suo servo de Nicola Fano mis en scène par Antonio Calenda. En 2020, il enregistre pour Radiotre La Conscience de Zeno d'Italo Svevo en 25 épisodes.
Massimo De Francovich a mis en scène un total de sept comédies du théâtre d'Italo Svevo — certaines jusqu'alors inconnues — ainsi qu'en 1991 un spectacle élaboré à partir des lettres de l'auteur qu'il intitule Caro bon bon. 
Pour le grand écran, il tient un rôle dans Pasolini, mort d'un poète de Marco Tullio Giordana, Mains fortes de Franco Bernini, Onorevoli detenuti de Giancarlo Planta, La vita altrui (it) de Michele Sordillo, Le Manuscrit du prince de Roberto Andò, La grande bellezza par Paolo Sorrentino.
En 2004, il fait partie du casting du film Ovunque sei aux côtés de Stefano Accorsi et Barbora Bobulova. Entre 2008 et 2010, il joue le vieil homme dans la série télévisée Romanzo criminale réalisée par Stefano Sollima et en 2009, il joue dans la fiction Boris (it).
Parmi les nombreuses récompenses, il reçoit le prix Armando Curcio en 1990, le prix Ubu et le prix Le Fenici en 1991, et le prix E. Flaiano en 1994, le Sacher d'oro de Nanni Moretti en 1994 pour le film Pasolini, mort d'un poète, le prix Salvo Randone en 2000 et à nouveau en 2006 le prix Ubu, le prix de la critique italienne, le prix Veretium de Borgio Verezzi, le prix du théâtre Olimpici pour Le Professeur Bernhardi de Schnitzler. En 2019, il reçoit le Flaiano Lifetime Achievement Award.

### Vie privée
Il est marié à l'actrice Paola Bacci.

## Filmographie partielle

### Au cinéma
- 1985 : Pizza Connection (Pizza Connection) de Damiano Damiani : Chief Prosecutor Santa Lucia
- 1995 : Pasolini, mort d'un poète (Pasolini, un delitto italiano) de Marco Tullio Giordana : Faustino Durante
- 1997 : Mains fortes (Le mani forti) de Franco Bernini : Prof. Sembriani
- 1998 : Onorevoli detenuti de Giancarlo Planta : Massimo De Longhi
- 2000 : Le Manuscrit du prince (Il manoscritto del principe) de Roberto Andò : Guido Lanza 60 anni
- 2000 : La vita altrui (it) de Michele Sordillo : Vittorio
- 2004 : Ovunque sei (it) de Michele Placido : Carlo
- 2010 : Matrimoni e altri disastri de Nina Di Majo : Neri
- 2011 : Le Village de carton d'Ermanno Olmi : Il medico
- 2013 : Viva la libertà de Roberto Andò : Presidente
- 2013 : La grande bellezza de Paolo Sorrentino : Egidio
- 2019 : A mano disarmata (it) de Claudio Bonivento :  Egidio Angeli
- 2019 : Stories from the Chestnut Woods (en) (Zgodbe iz kostanjevih gozdov) de Gregor Božič : Mario Salamant
- 2019 : Michel-Ange (Il peccato) d'Andreï Kontchalovski : le pape Jules II
- 2021 : La notte più lunga dell'anno (it) de Simone Aleandri : Il Presidente
- 2023 : Volare de Margherita Buy :  dott. Corrado Bettini

### Télévision
- 1957 : Othello ou le Maure de Venise de Claudio Fino (it) : Secondo gentiluomo (téléfilm)
- 1958 : Buon viaggio, Paolo : Tonino  (téléfilm)
- 1959 : Il borghese gentiluomo : Cleonte  (téléfilm)
- 1960 : La bottega del caffè : Garzone (téléfilm)
- 1960 : Giallo club - Invito al poliziesco (it) : Leo  (série télévisée, 1 épisode)
- 1962 : Il mondo della noia : Ruggero De Ceran  (téléfilm)
- 1963 : Il successo : Ernesto Freschi  (téléfilm)
- 1968 : Tartarino sulle Alpi (it) : Boris (série télévisée, 3 épisodes)
- 1971 : Il grosso affare : George (téléfilm)
- 1972 : Tristi amori (it) : Fabrizio Arcieri (téléfilm)
- 1973 : Olenka : Direttore del giornale (téléfilm)
- 1974 : Sotto il placido Don : Il personaggio della novella (mini-série télévisée, 1 épisode)
- 1981 : Ipazia : Sinesio (téléfilm)
- 1986 : Fuori scena  (téléfilm)
- 1991 : Gli ultimi giorni dell'umanità (it) : Il criticone (téléfilm)
- 2008-2010 : Romanzo criminale : Il Vecchio (série télévisée, 22 épisodes)
- 2010 : Boris (it) : Remo Arcangeli (série télévisée, 6 épisodes)
- 2011 : Violetta : Giorgio Germont (téléfilm)
- 2014 : Le due leggi (it) : Marco Misiti (téléfilm)
- 2016 : Non dirlo al mio capo (it) : Giusto Vinci (série télévisée, 12 épisodes)